# Rudy den Outer
Rudy den Outer (1954) es un deportista neerlandés que compitió en vela en la clase Soling. Ganó tres medallas en el Campeonato Europeo de Soling entre los años 2012 y 2021.

## Palmarés internacional
| Campeonato Europeo | Campeonato Europeo          | Campeonato Europeo | Campeonato Europeo |
| Año                | Lugar                       | Medalla            | Clase              |
| ------------------ | --------------------------- | ------------------ | ------------------ |
| 2012               | Aarhus (Dinamarca)          | Medalla de bronce  | Soling             |
| 2014               | Quiberon (Francia)          | Medalla de bronce  | Soling             |
| 2021               | Mandello del Lario (Italia) | Medalla de oro     | Soling             |